# Metropolia Korfu–Zakintos–Kefalina
Metropolia Korfu–Zakintos–Kefalina – metropolia Kościoła rzymskokatolickiego w Grecji. Erygowana w dniu 3 czerwca 1919 roku. W skład metropolii wchodzi tylko 1 archidiecezja.
W skład metropolii wchodzą:
- Archidiecezja Korfu–Zakintos–Kefalina